# Guanghua Si (Peking)

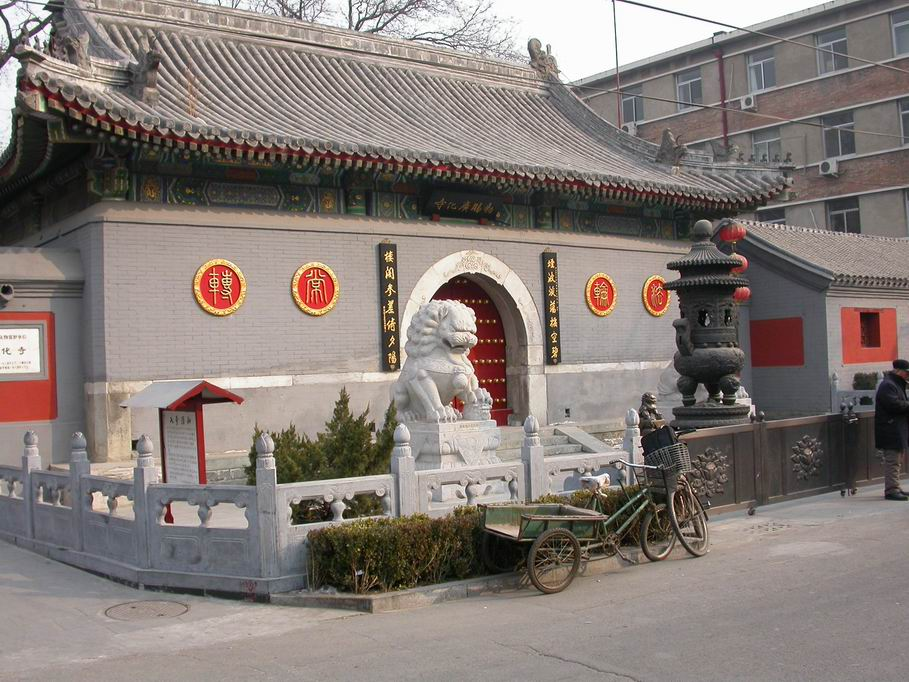
Shanmen-Torhaus von Guanghua Si – 广化寺山门, Peking 2005

Der Guanghua Si (chinesisch 廣化寺 / 广化寺, Pinyin Guǎnghuà Sì – „Guanghua-Tempel“) ist ein großer buddhistischer Tempel aus der Zeit der Yuan-Dynastie mit der Adresse 31 Ya'er Hutong, nördlich von Shichahai im Pekinger Stadtbezirk Xicheng.
Er ist einer der Nationalen Schwerpunkttempel des Buddhismus in han-chinesischen Gebieten.